# Електронвольт
Електронвольт (позначення: англ. — eV, укр. — еВ) — позасистемна одиниця енергії. Енергію один електронвольт набуває один електрон, коли проходить через електростатичний бар'єр з потенціалом один вольт.
1 еВ = 1,602 176 565 (35)×10−19 Дж = 1,602 176 565 (35)×10−12 ерг.
Електронвольт не входить до одиниць енергії, прийнятих у SI, але є дуже зручною одиницею в атомній та ядерній фізиці.

## Кратні та частинні одиниці
| Кратні                         | Кратні             | Кратні     | Кратні     | Частинні | Частинні           | Частинні   | Частинні   |
| Величина                       | Назва              | Позначення | Позначення | Величина | Назва              | Позначення | Позначення |
| ------------------------------ | ------------------ | ---------- | ---------- | -------- | ------------------ | ---------- | ---------- |
| 101 еВ                         | декаелектронвольт  | даеВ       | daeV       | 10−1 еВ  | дециелектронвольт  | деВ        | deV        |
| 102 еВ                         | гектоелектронвольт | геВ        | heV        | 10−2 еВ  | сантиелектронвольт | сеВ        | ceV        |
| 103 еВ                         | кілоелектронвольт  | кеВ        | keV        | 10−3 еВ  | міліелектронвольт  | меВ        | meV        |
| 106 еВ                         | мегаелектронвольт  | МеВ        | MeV        | 10−6 еВ  | мікроелектронвольт | мкеВ       | µeV        |
| 109 еВ                         | гігаелектронвольт  | ГеВ        | GeV        | 10−9 еВ  | наноелектронвольт  | неВ        | neV        |
| 1012 еВ                        | тераелектронвольт  | ТеВ        | TeV        | 10−12 еВ | пікоелектронвольт  | пеВ        | peV        |
| 1015 еВ                        | петаелектронвольт  | ПеВ        | PeV        | 10−15 еВ | фемтоелектронвольт | феВ        | feV        |
| 1018 еВ                        | ексаелектронвольт  | ЕеВ        | EeV        | 10−18 еВ | атоелектронвольт   | аеВ        | aeV        |
| 1021 еВ                        | зетаелектронвольт  | ЗеВ        | ZeV        | 10−21 еВ | зептоелектронвольт | зеВ        | zeV        |
| 1024 еВ                        | йотаелектронвольт  | ЙеВ        | YeV        | 10−24 еВ | йоктоелектронвольт | йеВ        | yeV        |
| застосовувати не рекомендовано |                    |            |            |          |                    |            |            |

## Використання електронвольтів для вимірювання маси
За знаменитою формулою Ейнштейна E=mc2 енергія еквівалентна масі, тому фізики часто використовують електронвольт, поділений на швидкість світла у квадраті с², як одиницю маси (для скорочення запису множник с² часто опускають). Зокрема у ядерній фізиці та фізиці елементарних частинок зручно виражати масу в електронвольтах та похідних одиницях — кілоелектронвольтах (кеВ/с²), мегаелектронвольтах (МеВ/с²) та гігаелектронвольтах (ГеВ/с²):
1 еВ/с² = 1.78266184(4)×10−36 кг
1 кеВ/с² = 1.78266184(4)×10−33 кг
1 МеВ/с² = 1.78266184(4)×10−30 кг
1 ГеВ/с² = 1.78266184(4)×10−27 кг
Таким чином, наприклад, при анігіляції електрона і позитрона з масами 511 кеВ кожний, утворюються два або три γ-кванта з сумарною енергією 2×511 кеВ = 1,022 МеВ. Маси найбільш розповсюджених баріонів, протона та нейтрона, становлять приблизно 0,94 ГеВ. Для порівняння, типова молекула атмосфери має теплову енергію приблизно 0,03 еВ.

## Деякі значення мас та енергій в електронвольтах
| Енергія кванта електромагнітного випромінювання з частотою 1 ТГц            | 4,13 меВ               |
| Теплова енергія поступального руху однієї молекули за кімнатної температури | 0,025 еВ               |
| Енергія кванта оптичного випромінювання з довжиною хвилі 1240 нм            | 1,0 еВ                 |
| Енергія хімічного ковалентного зв'язку у молекулі кисню О2                  | 5,9 еВ                 |
| Енергія іонизації атома водню                                               | 13,6 еВ                |
| Енергія електрона в електронно-променевій трубці телевізора                 | ~20 кеВ                |
| Енергії космічних променів                                                  | 1 МеВ — 1× 1021 еВ     |
| Найбільша зафіксована енергія космічного нейтрино                           | ~2 ПеВ                 |
| Кінетична енергія кульки для настільного тенісу (2,7 г, 2 м/с)              | 34 ПеВ                 |
| Типова енергія ядерного розпаду                                             |                        |
| альфа-частинки                                                              | 2-10 МеВ               |
| бета-частинки та гамма-випромінювання                                       | 0-20 МеВ               |
| Маси частинок                                                               |                        |
| ν: нейтрино                                                                 | 0,2 - 2 еВ/c2          |
| e—: електрон                                                                | 510,998910(13) кеВ/c2  |
| μ—: мюон                                                                    | 105.6583715(35) МеВ/c2 |
| p+: протон                                                                  | 938,272046(21) МеВ/c2  |
| n: нейтрон                                                                  | 939,565378(21) МеВ/c2  |
| H0: бозон Хіггса                                                            | 125.03(27) ГеВ/c2      |
| Планківська маса                                                            |                        |
| {\displaystyle M_{P}={\sqrt {\frac {\hbar c}{G}}}=0.0217} мг                | ≈ 1,2209× 1019 ГеВ/c2  |

## Зв'язок з іншими одиницями енергії
Щоб виразити у кельвінах енергію, задану в електронвольтах, потрібно помножити її на 11 605.
1 еВ приблизно дорівнює 8066 см−1.
1 еВ = 96,4852912 кДж/моль.
1 еВ = 23,060538 ккал/моль.